# Tour de l'île de Chongming
Le Tour de l'île de Chongming (环崇明岛女子国际公路自行车赛 en chinois simplifié ; littéralement « Tour cycliste routier international féminin de l'île de Chongming », Tour of Chongming Island en anglais) est une course cycliste féminine créée en 2007 et qui se tient en Chine. C'est une course par étapes sur trois jours. Chaque étape fait environ 70 kilomètres. Une épreuve contre-la-montre — le Tour of Chongming Time Trial — est également mise en place de 2007 à 2009.
Entre 2010 et 2015, une course en ligne — la Tour of Chongming Island World Cup — est créée en remplacement de l'épreuve contre-la-montre. Il s'agit d'une course d'un jour qui se tient dans la municipalité de Shanghai, sur l'Île de Chongming et se dispute sur 138,6 km. Il fait partie de la Coupe du monde de cyclisme sur route féminine de 2010 à 2015. Depuis 2016, seul le Tour de l'île de Chongming (la course par étapes) est disputé. Il intègre cette année-là l'UCI World Tour féminin. L'édition 2020 est annulée en raison de la pandémie de maladie à coronavirus.
Initialement, la première course à être créée est le Tour of Chongming Island, une course masculine organisée à la mi-mai 2006 dans le cadre de l'UCI Asia Tour, dans la catégorie 2.2. Cette épreuve, remportée par l'Australien Robert McLachlan n'a plus été organisée depuis cette date.

## Tour of Chongming Island
| Année | Vainqueur           | Deuxième             | Troisième          |                  |
| ----- | ------------------- | -------------------- | ------------------ | ---------------- |
| 2007  | Li Meifang          | Ellen van Dijk       | Belinda Goss       |                  |
| 2008  | Li Meifang          | Meng Lang            | Sha Hui            |                  |
| 2009  | Chloe Hosking       | Marlen Jöhrend       | Zhao Na            |                  |
| 2010  | Ina-Yoko Teutenberg | Kirsten Wild         | Rochelle Gilmore   |                  |
| 2011  | Ina-Yoko Teutenberg | Annemiek van Vleuten | Monia Baccaille    |                  |
| 2012  | Melissa Hoskins     | Monia Baccaille      | Liesbet De Vocht   |                  |
| 2013  | Annette Edmondson   | Chloe Hosking        | Lucy van der Haar  |                  |
| 2014  | Kirsten Wild        | Shelley Olds         | Giorgia Bronzini   |                  |
| 2015  | Kirsten Wild        | Roxane Fournier      | Annalisa Cucinotta |                  |
| 2016  | Chloe Hosking       | Huang Ting-ying      | Leah Kirchmann     |                  |
| 2017  | Jolien D'Hoore      | Kirsten Wild         | Chloe Hosking      |                  |
| 2018  | Charlotte Becker    | Shannon Malseed      | Anastasia Chursina |                  |
| 2019  | Lorena Wiebes       | Jutatip Maneephan    | Lotte Kopecky      |                  |
| 2020  | annulé/abandonné    | annulé/abandonné     | annulé/abandonné   | annulé/abandonné |
| 2021  | annulé/abandonné    | annulé/abandonné     | annulé/abandonné   | annulé/abandonné |
| 2022  | annulé/abandonné    | annulé/abandonné     | annulé/abandonné   | annulé/abandonné |
| 2023  | Chiara Consonni     | Mylène de Zoete      | Daria Pikulik      |                  |
| 2024  | Marta Lach          | Mylène de Zoete      | Scarlett Souren    |                  |
| 2025  |                     |                      |                    |                  |

## Tour of Chongming Island World Cup
| Année | Vainqueur           | Deuxième          | Troisième        |
| ----- | ------------------- | ----------------- | ---------------- |
| 2010  | Ina-Yoko Teutenberg | Kirsten Wild      | Rochelle Gilmore |
| 2011  | Ina-Yoko Teutenberg | Lizzie Armitstead | Charlotte Becker |
| 2012  | Shelley Olds        | Melissa Hoskins   | Monia Baccaille  |
| 2013  | Tetyana Riabchenko  | Giorgia Bronzini  | Amy Pieters      |
| 2014  | Kirsten Wild        | Elena Cecchini    | Giorgia Bronzini |
| 2015  | Giorgia Bronzini    | Kirsten Wild      | Fanny Riberot    |

## Tour of Chongming Time Trial
| Année | Vainqueur        | Deuxième        | Troisième        |
| ----- | ---------------- | --------------- | ---------------- |
| 2007  | Yong Li Liu      | Li Meifang      | Ellen van Dijk   |
| 2008  | Li Meifang       | Li Wang         | Yong Li Liu      |
| 2009  | Bridie O'Donnell | Svitlana Galyuk | Madeleine Sandig |